# Lagenocarpus glomerulatus
Lagenocarpus glomerulatus är en halvgräsart som beskrevs av Charles Louis Gilly. Lagenocarpus glomerulatus ingår i släktet Lagenocarpus och familjen halvgräs. Inga underarter finns listade i Catalogue of Life.